# Filtro anti-fumo
I filtri anti-fumo sono locali delimitati da pareti e porte tagliafuoco di resistenza al fuoco determinata dal rischio d'incendio del locale da proteggere. Negli stabilimenti industriali sono adiacenti ai luoghi sicuri, dove si reca il personale in caso di incendio e sono opportunamente aerati consentendo l'evacuazione dei fumi scaturiti dalla combustione. Il ricambio di aria è garantito da aperture finestrate oppure dalla presenza di camino favorendo la convezione naturale o ancora mantenendo l'aria interna al locale in sovrapressione rispetto all'ambiente esterno mediante ventilatori.